# Поццалло
Поццалло (итал. Pozzallo) — город в Италии, располагается в южной части острова Сицилия, относится к провинции Рагуза. Единственный в провинции морской город. Омывается Средиземным морем, имеет порт, откуда регулярно отходят катамараны на Мальту. В городе два пляжа, один из них, Pietre Nere, за свою экологичность и чистоту отмечен Синим Флагом. На песчаные пляжи городка по выходным приезжают местные жители соседних провинций.
Поццалло является начальным пунктом многих автобусных маршрутов: в Катанию, в Сиракузы, в Рагузу в Палермо (рейс со стыковочной пересадкой в Модике) и т. д.
Датой основания Поццалло считают XIV век, когда правительство Модики решило построить на берегу комплекс складов и доков и стало вести торговлю со многими кораблями. В 1429 году Джованни Бернардо Кабреро построил на берегу крепость, для защиты от пиратов, являющуюся сейчас основной достопримечательностью.
Население составляет 18 377 человек (на 2004 г.), плотность населения составляет 1263 чел./км². Занимает площадь 14,94 км². Почтовый индекс — 97016. Телефонный код — 0932.
Покровителями коммуны почитаются Пресвятая Богородица и святой Иоанн Креститель. Праздник ежегодно празднуется 24 июня и 7 октября.